# 로베르토 로살레스
로베르토 호세 로살레스 알투베(스페인어: Roberto José Rosales Altuve, 1988년 11월 20일 ~ )는 베네수엘라의 축구 선수로 현재 브라질 세리이 B의 스포르트 헤시피에서 수비수로 활동 중이며 베네수엘라 대표팀의 핵심 수비수이자 2006년 중앙아메리카·카리브해 경기 대회 은메달리스트이다.

## 클럽 경력
2006년 카라카스 FC에서 데뷔한 후 2007-08 시즌 개막을 앞두고 벨기에 프로 리그의 KAA 헨트로 이적하여 2009-10 시즌까지 공식전 82경기 5골을 기록하며 2007-08년 벨기에 컵 준우승, 2008-09 리그 4위, 2009-10 리그 준우승, 2009-10년 벨기에 컵 우승 등에 일조했다.
이후 2010-11 시즌부터 2013-14 시즌까지 네덜란드 에레디비시의 FC 트벤터 소속으로 157경기 4골을 기록하며 2010-11 리그 준우승, 2010-11년 KNVB 베커르 우승, 요한 크라위프 스할 2연패(2010, 2011)에 기여했고 2014-15 시즌부터 2017-18 시즌까지 스페인 프리메라리가의 말라가 CF 소속으로 146경기를 소화하며 트로페오 코스타 데 솔 2연패(2015, 2016)에 공헌했다.
그리고 말라가가 2017-18 1부 리그 꼴찌에 머무르며 강등당한 뒤 FC 바르셀로나와 같은 연고팀인 RCD 에스파뇰로 임대 이적하며 라리가 2018-19 7위, 2018-19년 코파 델 레이 8강 진출의 성적을 남겼다.
이후 CD 레가네스로 둥지를 옮겨 2020-21 스페인 2부 리그 3위 및 플레이오프 준결승 진출에 기여한 뒤 2020-21 시즌을 마치고 키프로스 1부 리그의 AEK 라르나카로 이적 후 첫 시즌에서 팀의 리그 준우승, 키프로스컵 4강 진출에 기여했다.

## 국가대표팀 경력
베네수엘라 U-20 대표팀 소속으로 2006년 중앙아메리카·카리브해 경기 대회에 참가하여 팀의 16년만의 은메달 획득에 기여한 뒤 이듬해인 2007년 3월 28일 베네수엘라 성인대표팀 소속으로 뉴질랜드와의 친선 경기에서 국제 A매치 데뷔전을 치렀다.
이후 5번의 코파 아메리카(2011, 2015, 2016, 2019, 2021)에 출전하여 이 중 2011년 대회에서 4위라는 베네수엘라 축구 역사상 메이저 대회 역대 최고 성적을 이끌어냈고 2019년 6월 1일 에콰도르와의 친선 경기에서 A매치 데뷔골을 신고했으며 현재까지 A매치 통산 85경기 1득점을 기록 중이다.

## 수상

### 클럽
KAA 헨트
- 벨기에 프로 리그 : 준우승 (2009-10)
- 벨기에 컵 : 우승 (2009-10), 준우승 (2007-08)

 FC 트벤터
- 에레디비시 : 준우승 (2010-11)
- KNVB 베커르 : 우승 (2010-11)
- 요한 크라위프 스할 : 우승 (2010, 2011)

 말라가 CF
- 트로페오 코스타 데 솔 : 우승 (2015, 2016)

 AEK 라르나카
- 키프로스 1부 리그 : 준우승 (2021-22), 3위 (2022-23)
- 키프로스컵 : 4강 (2021-22)

### 국가대표팀
베네수엘라 U-20
- 중앙아메리카·카리브해 경기 대회 : 은메달 (2006)

 베네수엘라
- 코파 아메리카 : 4위 (2011)